# محله سیبه
سیبه به لاتین sibah، نام محلی از توابع ولاشان در استان اصفهان ایران است.